# Löhne
Löhne település Németországban, azon belül Észak-Rajna-Vesztfália tartományban. Lakosainak száma 40 162 fő (2023. december 31.). Löhne Hüllhorst, Bad Oeynhausen, Vlotho, Herford, Hiddenhausen és Kirchlengern községekkel határos.

## Népesség
A település népességének változása:
| Lakosok száma | 37 564 | 39 867 | 39 697 | 39 977 | 40 265 | 40 162 |
|               | 1975   | 2017   | 2019   | 2021   | 2022   | 2023   |